# Автошлях Н 12
Автошлях Н 12 — автомобільний шлях національного значення на території України, Суми — Полтава. Проходить територією Сумської та Полтавської областей.
Починається в Сумах, проходить через Тростянець, Охтирку, Котельву, Опішню, Диканьку та закінчується в Полтаві.

## Загальна довжина
Суми — Полтава (з обходом м. Сум) — 193,7 км.

## Галерея

Автошлях Н 12. В'їзд у с. Великі Будища з боку Полтави